# Альфаро, Уорди
Уорди Альфаро Писарро (исп. Wardy Alfaro Pizarro, род. 31 декабря 1977, Алахуэла, Коста-Рика) — коста-риканский футболист, играл на позиции вратаря. По завершении игровой карьеры — тренер вратарей «Алахуэленсе».
Выступал, в частности, за клуб «Алахуэленсе», а также национальную сборную Коста-Рики.

## Клубная карьера
Во взрослом футболе дебютировал в 1997 году выступлениями за команду клуба «Сантос де Гуапилес», в которой провел два сезона.
Впоследствии с 2000 по 2004 год играл в составе команд клубов «Гуанакастека» и «Картахинес».
Своей игрой за последнюю команду привлёк внимание представителей тренерского штаба клуба «Алахуэленсе», к составу которого присоединился в 2004 году. Отыграл за коста-риканскую команду следующие шесть сезонов своей игровой карьеры. Большую часть времени, проведённого в составе «Алахуэленсе», был основным игроком команды.
В течение 2010—2014 годов защищал цвета клубов «Сантос де Гуапилес» и «Картахинес». В декабре 2014 года Альфаро завершил карьеру и стал тренером вратарей в «Алахуэленсе». Помимо футбола, он владеет компанией по аренде надувных игр.

## Выступления за сборную
11 февраля 2006 года Альфаро дебютировал в составе национальной сборной Коста-Рики в товарищеском матче против Южной Кореи.
В составе сборной был участником чемпионата мира 2006 года в Германии, розыгрыша Золотого кубка КОНКАКАФ 2007 года в США.